# Zaid Al-Harb
Zaid Abdullah Al-Harb (Al Kuwait, 1887 – 21 febbraio 1972) è stato un poeta kuwaitiano, considerato uno dei poeti più noti della letteratura di questo stato.

## Biografia
Al-Harb è nato in Kuwait nel 1887 nell'area di Sharq (arabo: منطقة شرق).  Cresciuto nella casa di suo nonno, ha lavorato con i suoi zii come marinaio e poi come Nokhitha (in arabo: نوخذة ). Si dedicò quindi anche al commercio e viaggiò in India, nello Yemen e nella costa orientale dell'Africa. Ha partecipato alla battaglia di Al-Jahra, nel 1920, difendendo il Kuwait. Successivamente, nel 1952, Zaid perse la vista. 

## Le sue opere
Zaid ha discusso della vita sociale e politica in Kuwait e nel mondo arabo. Nelle sue poesie possiamo ricontrare descritta la lotta e la dura vita dei sommozzatori del Kuwait che si tuffavano in cerca di perle come principale fonte di reddito prima di produrre l'olio nel Paese. In definitiva la poesia di Zaid è di tono realistico.